# 野幌屯田町
野幌屯田町（のっぽろとんでんちょう）とは、北海道江別市の町丁or大字。郵便番号は069-0803。人口は1,854人、世帯数は891世帯（2023年12月1日現在）。丁目の設定のない単独町名である。住居表示は全域で未実施。

## 地理
野幌屯田町は函館本線の北西部に位置し、町域は3番通・9丁目通・8丁目通に面している。

## 歴史

### 年表
- 1987年（昭和62年）
  - 9月7日 - 「元野幌」の一部が「野幌屯田町」に町名地番変更[5]。
- 1990年（平成2年）
  - 2月16日 - 「元野幌」の一部が「野幌屯田町」に町名地番変更[5]。

### 町名の変遷
町名の変遷は以下の通りである。
| 実施後     | 実施年月日    | 実施前（各町名ともその一部） |
| ---------- | ------------- | ---------------------------- |
| 野幌屯田町 | 1987年9月7日  | 元野幌                       |
| 野幌屯田町 | 1990年2月16日 | 元野幌                       |

## 世帯数と人口
2023年（令和5年）12月1日現在の世帯数と人口は以下の通りである。
| 町丁       | 世帯    | 人口    |
| ---------- | ------- | ------- |
| 野幌屯田町 | 891世帯 | 1,854人 |
| 計         | 891世帯 | 1,854人 |

### 人口の変遷
国勢調査による人口の推移。
| 1995年（平成7年）  | 1,867人 | [ 6 ]  |  |
| 2000年（平成12年） | 2,106人 | [ 7 ]  |  |
| 2005年（平成17年） | 2,070人 | [ 8 ]  |  |
| 2010年（平成22年） | 1,914人 | [ 9 ]  |  |
| 2015年（平成27年） | 1,877人 | [ 10 ] |  |
| 2020年（令和2年）  | 1,803人 | [ 11 ] |  |

### 世帯数の変遷
国勢調査による世帯数の推移。
| 1995年（平成7年）  | 576世帯 | [ 6 ]  |  |
| 2000年（平成12年） | 704世帯 | [ 7 ]  |  |
| 2005年（平成17年） | 721世帯 | [ 8 ]  |  |
| 2010年（平成22年） | 736世帯 | [ 9 ]  |  |
| 2015年（平成27年） | 753世帯 | [ 10 ] |  |
| 2020年（令和2年）  | 755世帯 | [ 11 ] |  |

## 小・中学校の通学区
小・中学校の通学区は以下の通り。
| 町丁       | 字・番地 | 小学校         | 中学校         |
| ---------- | -------- | -------------- | -------------- |
| 野幌屯田町 | 全域     | 江別第二小学校 | 江別第二中学校 |

## 施設

### 公園
- こぎつね公園（野幌屯田町7-1）[13]
- こぐま公園（野幌屯田町43-17,18）[13]
- とんでん緑道（野幌屯田町39-16）[13]
- のいちご公園（野幌屯田町37-22,24,25,26）[13]
- 野幌屯田公園（野幌屯田町22-11他）[13]

### 企業・店舗
- 北のたまゆら 江別（野幌屯田町48-1）[14]
- セイコーマート みなみ店（野幌屯田町33-3）[15]

### 医療・福祉
- ゆきざさ循環器内科（野幌屯田町23-19）[16]
- のっぽろクリニック（野幌屯田町33-20）[16]
- インプラントきのした歯科医院（野幌屯田町3-5）[16]

## 交通

### 鉄道
- 鉄道駅は町内には存在しない[17]。最寄り駅は函館本線の野幌駅[17]。
  -  北海道旅客鉄道
    - ■函館本線

### バス
- 町内に北海道中央バスの路線がある[18]。

### 道路
一般国道
- 町内に一般国道は存在しない[19]。

一般道道
- 北海道道46号江別恵庭線[19]

都市計画道路
- 3・2・330 8丁目通・道道江別恵庭線[19][20]
- 3・3・303 3番通[21][22]
- 3・4・312 4番通[19][20]